# 凌大琦
凌大琦（1914年—2003年），安徽怀远人。中华人民共和国政治人物。

## 生平
1936年，毕业于北京大学化学系。曾任重庆中央造纸厂、青岛化工厂、上海永联化工厂工程师。1949年后，历任东北人民政府化工局副处长，沈阳化工厂主任工程师，吉林肥料厂副总工程师，山西省石油化工厅副总工程师，太原工学院教授、副院长，山西省第四、五届政协副主席。此外兼任中国化工学会理事，山西省化工学会理事长。1988年，当选为山西省第六届政协副主席。是第二至五届全国人大代表。2003年去世。